# 東淺舞站
東淺舞站（日语：／ Higashi-Asamai eki */?）是位於秋田縣平鹿郡平鹿町淺舞道川（現時：橫手市平鹿町淺舞道川），羽後交通橫莊線的鐵路車站（廢站）。
部分普通列車通過此站（截至1964年（昭和39年）8月20日修正的時間表中，上下行各2班通過此站）。

## 歷史
在車站啟用時，停靠此站的列車比上述更少。
- 1962年（昭和37年）6月5日：在樋之口站至淺舞站之間開設此站[2][3][4]。當時只有客運業務[4]。
- 1971年（昭和46年）7月20日：隨著橫莊線被廢除，此站也被廢除[2][3][5][6]。

## 車站構造
截至廢站前，此站是地面車站，設有1面1線的單式月台。
此站是無人車站。

## 車站周邊
車站周邊都是稻田。
- 秋田縣道270號淺舞醍醐線（日语：秋田県道270号浅舞醍醐線）
- 平鹿町立淺舞中學 - 現時橫手市立平鹿中學（日语：横手市立平鹿中学校）[1]。

## 現狀
截至1999年（平成11年），由於車站附近進行土地整理項目，因此看不到車站遺跡。截至1999年（平成11年），車站附近的路軌遺跡變成了道路。

## 相鄰車站
羽後交通
橫莊線
樋之口－東淺舞－淺舞

## 注腳
1. 1 2 3 4 5  《RM LIBRARY 61 羽後交通横荘線》（著：若林宣，Neko出版，2004年9月發行）6,19頁。
2. 1 2  《日本鉄道旅行地図帳 全線全駅全廃線 2 東北》（監修：今尾惠介，新潮社，2008年6月發行）43頁。
3. 1 2  《新 消えた轍 3 東北》（著：寺田裕一，Neko出版，2010年8月發行）25-28,30-31頁。
4. 1 2 3  《私鉄の廃線跡を歩くI 北海道・東北編》（著：寺田裕一，JTB出版，2007年9月發行）165頁。
5. ↑  《私鉄の廃線跡を歩くI 北海道・東北編》（著：寺田裕一，JTB出版，2007年9月發行）82-85頁。
6. ↑  《新 鉄道廃線跡を歩く1 北海道・北東北編》（JTB出版，2010年4月發行）222頁。
7. 1 2  《とうほく廃線紀行》（無明舍出版（日语：無明舎出版），1999年12月發行）60頁。

## 相關項目
- 日本鐵路車站列表 Hi